# Le Mesnil-Adelée
 Le Mesnil-Adelée  es una población y comuna francesa, situada en la región de Baja Normandía, departamento de Mancha, en el distrito de Avranches y cantón de Juvigny-le-Tertre.

## Demografía
| 334 | 277 | 235 | 194 | 151 | 167 |
| Para los censos de 1962 a 1999 la población legal corresponde a la población sin duplicidades (Fuente: INSEE [Consultar]) |     |     |     |     |     |